# 逢甲號巡防艦
逢甲號飛彈巡防艦（舷號：PFG-1115），為中華民國海軍成功級巡防艦十號艦，1982年12月18日開工、1983年11月9日下水、2018年11月8日服役，為美國海軍轉售之派里級巡防艦蓋瑞號，派里級以船團護衛任務為主要設計核心。
逢甲軍艦除負責反潛作戰外，也擔負艦隊區域防空任務。目前逢甲號配屬海軍一四六艦隊，母港為海軍馬公基地測天島軍港，平時負責台灣海峽海域偵巡任務。

## 艦歷
2014年12月18日，美國總統歐巴馬正式同意對台灣出售四艘派里級巡防艦；中華民國海軍選擇購入當時仍在服役且狀況較佳的泰勒、蓋瑞號，接收後分別定名為銘傳、逢甲艦。
2015年5月1日，濟陽級（諾克斯級）的濟陽、海陽艦在海軍旗津碼頭舉行除役典禮，將由派里級的銘傳軍艦、逢甲軍艦取代其任務。
2017年3月15日，銘傳軍艦、逢甲軍艦從美國啟航；5月13日返抵左營軍港。
2018年11月8日，銘傳軍艦、逢甲軍艦正式服役。

## 歷任艦長
| 美國海軍     | 美國海軍                    | 美國海軍 | 美國海軍       | 美國海軍       |
| 順序         | 姓名                        | 軍銜     | 上任日期       | 卸任日期       |
| ------------ | --------------------------- | -------- | -------------- | -------------- |
| 1            | Harland Roland Bankert, Jr. | 中校     | 1984年11月17日 | 1986年12月26日 |
| 2            | William Dallas Bethea       | 中校     | 1986年12月26日 | 1989年4月1日   |
| 3            | Gary Werner Schnurrpusch    | 中校     | 1989年4月1日   | 1990年8月18日  |
| 4            | Ronald Everett Ratcliff     | 中校     | 1990年8月18日  | 1992年6月20日  |
| 5            | David Ward Weddel           | 中校     | 1992年6月20日  | 1994年1月26日  |
| 6            | Edward Joseph Rogers III    | 中校     | 1994年1月26日  | 1995年5月5日   |
| 7            | Cary Jeffrey Hithon         | 中校     | 1995年5月5日   | 1996年12月6日  |
| 8            | Andrew Lawrence Diefenbach  | 中校     | 1996年12月6日  | 1998年4月1日   |
| 9            | Joseph Christopher Harriss  | 中校     | 1998年4月1日   | 1999年8月31日  |
| 10           | Steven James Camacho        | 中校     | 1999年8月31日  | 2000年11月28日 |
| 11           | Michael Roy Olmstead        | 中校     | 2000年11月28日 | 2002年7月15日  |
| 12           | Tito Prem Dua               | 中校     | 2002年7月15日  | 2003年12月12日 |
| 13           | Henry Daniel Derbes II      | 中校     | 2003年12月12日 | 2004年1月8日   |
| 14           | Robert Guadalupe Marin      | 中校     | 2004年1月8日   | 2005年9月16日  |
| 15           | Joseph Adam DeLeon          | 中校     | 2005年9月16日  | 2007年3月16日  |
| 16           | Joker Lee Jenkins           | 中校     | 2007年3月16日  | 2008年9月9日   |
| 17           | Daniel J. Senesky           | 中校     | 2008年9月9日   | 2010年8月19日  |
| 18           | Christopher J. Budde        | 中校     | 2010年8月19日  | 2012年5月4日   |
| 19           | James Edward Brown          | 中校     | 2012年5月4日   | 2013年11月22日 |
| 20           | Steven R. McDowell          | 中校     | 2013年11月22日 | 2015年7月23日  |
| 中華民國海軍 |                             |          |                |                |
| 1            | 馬汝廉                      | 上校     | 2017年5月16日  | 2019年8月16日  |
| 2            | 李炳岳                      | 上校     | 2019年8月16日  | 2020年5月5日   |
| 3            | 宋蔚泰                      | 上校     | 2020年5月5日   | 2021年8月16日  |
| 4            | 黃達㦤                      | 上校     | 2021年8月16日  | 2022年8月1日   |
| 5            | 劉晟智                      | 上校     | 2022年8月1日   | 現任           |

## 資料來源
1. ↑  . 自由時報電子報.   [2024-05-16]. （原始内容存档于2024-05-21）.
2. ↑  歐巴馬簽字了 美售台4艘派里級艦 （页面存档备份，存于），中時電子報，2014年12月19日
3. ↑  我新購2艘派里艦 命名「銘傳」與「逢甲」 （页面存档备份，存于），中時電子報，2016年6月20日
4. ↑  在台防衛逾20年 濟陽、海陽艦光榮除役 （页面存档备份，存于），聯合新聞網，2015年5月2日
5. ↑  海軍銘傳逢甲兩艦 偵搜台海潛艦動態 （页面存档备份，存于），中央通訊社，2017年5月13日
6. ↑  .   [2019-07-22]. （原始内容存档于2021-01-04）.
7. ↑  有拖曳聲納能發射魚叉 銘傳級巡防艦8日左營成軍 （页面存档备份，存于），聯合報，2018年11月4日
8. ↑  . NavSource Online.   [2024-08-03]. （原始内容存档于2024-07-10）.

## 外部連結
（繁體中文）mdc-銘傳級飛彈巡防艦 （页面存档备份，存于）